# Liste der Gebietsänderungen in der belgischen Provinz Limburg
Die Liste der Gebietsänderungen in der belgischen Provinz Limburg enthält wichtige Änderungen der Gemeindegebiete in der belgischen Limburg in der Zeit vom 4. Oktober 1830 bis heute. Dazu zählen unter anderem Zusammenschlüsse und Trennungen von Gemeinden, Eingliederungen von Gemeinden in eine andere, Änderungen des Gemeindenamens und größere Umgliederungen von Teilen einer Gemeinde in eine andere. Kleinere Änderungen werden nicht berücksichtigt.

## Legende
- Datum: juristisches Wirkungsdatum der Gebietsänderung
- Gemeinde vor der Änderung: Gemeinde vor der Gebietsänderung
- Maßnahme: Art der Änderung
- Gemeinde nach der Änderung: Gemeinde nach der Gebietsänderung

Die Sortierung erfolgt chronologisch nach dem Datum und nach der aufnehmenden oder neu gebildeten Gemeinde. Heute noch bestehende Gemeinden sind farbig unterlegt. Die Gemeinden, die in die Provinz Limburg wechselten, sind grün, diejenigen, die sie verließen, rot unterlegt.

## Gebietsänderungen
| Datum      | Gemeinde vor der Änderung | Maßnahme        | Gemeinde nach der Änderung                                                   |
| ---------- | --- | --------------- | ---------------------------------------------------------------------------- |
| 18.07.1839 | Vroenhoven, Oud-Vroenhoven | Umgliederung    | Oud-Vroenhoven, Provinz Limburg, Niederlande                                 |
| 01.01.1843 | Bergeyk, Provinz Noord-Brabant, Niederlande, Gebietsteile | Umgliederung    | Lommel                                                                       |
| 14.04.1843 | Hunsel, Provinz Limburg, Niederlande, Groot-Beersel-de Kelderberg, Ittervoort, Provinz Limburg, Niederlande, Groot-Beersel-de Vlasbrei, Noordelijk Vijverbroek und Opwinkel, Neeritter, Provinz Limburg, Niederlande, Bomerstraat, Broekhok, Engelenveld, Lakerhof, Manestraat, Molenbeersel und Westelijk Vijverbroek, Stevensweert, Provinz Limburg, Niederlande, Kollegreend, Stramproy, Provinz Limburg, Niederlande, Grootbroek, Thorn, Provinz Limburg, Niederlande, Oostelijk Vijverbroek | Umgliederung    | Kessenich                                                                    |
| 01.01.1845 | Kessenich, Bomerstraat, Broekhoek und Kinrooi, Ophoven, de Hagendoren, de Simpel und Manestraat | Neubildung      | Kinrooi                                                                      |
| 01.01.1845 | Kessenich, Groot-Beersel, Grootbroek, Molenbeersel, Opwinkel, ’t Kleindaal und ’t Tienderveld | Neubildung      | Molenbeersel                                                                 |
| 01.01.1846 | Kinrooi, Manestraat | Umgliederung    | Molenbeersel                                                                 |
| 01.01.1846 | Zolder, Stokrooie | Umgliederung    | Stokrooie                                                                    |
| 04.06.1850 | Beverlo, Bourg-Léopold | Neubildung      | Bourg-Léopold                                                                |
| 04.06.1850 | Beverlo, Heppen | Neubildung      | Heppen                                                                       |
| 01.01.1865 | Vliermaal, Vliermaalroot | Neubildung      | Vliermaalroot                                                                |
| 01.01.1866 | Halen, Loksbergen | Neubildung      | Loksbergen                                                                   |
| 01.01.1870 | Bilzen, Rijkhoven | Neubildung      | Rijkhoven                                                                    |
| 01.01.1878 | Bilzen, Holt, Laar und Schoonbeek | Umgliederung    | Beverst                                                                      |
| 14.06.1932 | Bourg-Léopold | Namensänderung  | Leopoldsburg                                                                 |
| 01.09.1963 | Korsworm, Hasselbroek | Umgliederung    | Jeuk                                                                         |
| 01.09.1963 | Bitsingen | Umgliederung    | Bassenge, Provinz Liège (Namensänderung < Bitsingen)                         |
| 01.09.1963 | Korsworm | Umgliederung    | Corswarem, Provinz Liège (Namensänderung < Korsworm)                         |
| 01.09.1963 | Montenaken, La Bosquée | Umgliederung    | Cras-Avernas, Provinz Liège                                                  |
| 01.09.1963 | Eben-Emael | Umgliederung    | Ében-Émael, Provinz Liège (Namensänderung < Eben-Emael)                      |
| 01.09.1963 | Sluizen, Haut-Vinâve | Umgliederung    | Glons, Provinz Liège                                                         |
| 01.09.1963 | Ternaaien | Umgliederung    | Lanaye, Provinz Liège (Namensänderung < Ternaaien)                           |
| 01.09.1963 | Rutten, Al Savate | Umgliederung    | Othée, Provinz Liège                                                         |
| 01.09.1963 | Wouteringen | Umgliederung    | Otrange, Provinz Liège (Namensänderung < Wouteringen)                        |
| 01.09.1963 | Rukkelingen-aan-de-Jeker | Umgliederung    | Roclenge-sur-Geer, Provinz Liège (Namensänderung < Rukkelingen-aan-de-Jeker) |
| 01.09.1963 | Wonk | Umgliederung    | Wonck, Provinz Liège (Namensänderung < Wonk)                                 |
| 01.09.1963 | Mouland, Provinz Liège | Umgliederung    | Moelingen (Namensänderung < Mouland)                                         |
| 01.09.1963 | Rémersdael, Provinz Liège | Umgliederung    | Remersdaal (Namensänderung < Rémersdael)                                     |
| 01.09.1963 | Elch, Provinz Liège, Gebietsteile im Norden | Umgliederung    | Rutten                                                                       |
| 01.09.1963 | Fouron-le-Comte, Provinz Liège | Umgliederung    | ’s-Gravenvoeren (Namensänderung < Fouron-le-Comte)                           |
| 01.09.1963 | Fouron-Saint-Martin, Provinz Liège | Umgliederung    | Sint-Martens-Voeren (Namensänderung < Fouron-Saint-Martin)                   |
| 01.09.1963 | Fouron-Saint-Pierre, Provinz Liège | Umgliederung    | Sint-Pieters-Voeren (Namensänderung < Fouron-Saint-Pierre)                   |
| 01.09.1963 | Teuven, Provinz Liège | Umgliederung    | Teuven                                                                       |
| 01.01.1965 | Beek Gerdingen | Eingliederung   | Bree                                                                         |
| 01.01.1965 | Loksbergen | Eingliederung   | Halen                                                                        |
| 01.01.1971 | Niel-bij-As | Eingliederung   | As                                                                           |
| 01.01.1971 | Reppel | Eingliederung   | Bocholt                                                                      |
| 01.01.1971 | Mechelen-Bovelingen Rukkelingen-Loon | Eingliederung   | Bovelingen                                                                   |
| 01.01.1971 | Aalst Ordingen | Eingliederung   | Brustem                                                                      |
| 01.01.1971 | Gorsem Runkelen Wilderen | Eingliederung   | Duras                                                                        |
| 01.01.1971 | Engelmanshoven Gelinden Groot-Gelmen Klein-Gelmen | Zusammenschluss | Gelmen                                                                       |
| 01.01.1971 | Niel-bij-Sint-Truiden | Eingliederung   | Gingelom                                                                     |
| 01.01.1971 | Neerglabbeek | Eingliederung   | Gruitrode                                                                    |
| 01.01.1971 | Bommershoven Piringen Widooie | Zusammenschluss | Haren                                                                        |
| 01.01.1971 | Horpmaal Vechmaal | Eingliederung   | Heks                                                                         |
| 01.01.1971 | Donk | Eingliederung   | Herk-de-Stad                                                                 |
| 01.01.1971 | Boekhout | Eingliederung   | Jeuk                                                                         |
| 01.01.1971 | Spalbeek | Eingliederung   | Kermt                                                                        |
| 01.01.1971 | Jesseren Overrepen | Zusammenschluss | Kolmont                                                                      |
| 01.01.1971 | Wijer | Eingliederung   | Kozen                                                                        |
| 01.01.1971 | Stokrooie | Eingliederung   | Kuringen                                                                     |
| 01.01.1971 | Meeswijk | Eingliederung   | Leut                                                                         |
| 01.01.1971 | Eisden Mechelen-aan-de-Maas Opgrimbie Vucht | Zusammenschluss | Maasmechelen                                                                 |
| 01.01.1971 | Ellikom Wijshagen | Eingliederung   | Meeuwen                                                                      |
| 01.01.1971 | Kortijs Vorsen | Eingliederung   | Montenaken                                                                   |
| 01.01.1971 | Hees Rosmeer | Eingliederung   | Mopertingen                                                                  |
| 01.01.1971 | Binderveld | Eingliederung   | Nieuwerkerken                                                                |
| 01.01.1971 | Tongerlo | Eingliederung   | Opitter                                                                      |
| 01.01.1971 | Kleine-Brogel | Eingliederung   | Peer                                                                         |
| 01.01.1971 | Berbroek | Eingliederung   | Schulen                                                                      |
| 01.01.1971 | Halmaal | Eingliederung   | Sint-Truiden                                                                 |
| 01.01.1971 | Diets-Heur | Eingliederung   | Vreren                                                                       |
| 09.01.1971 | Buvingen Kerkom-bij-Sint-Truiden Mielen-boven-Aalst Muizen | Eingliederung   | Borlo                                                                        |
| 19.03.1971 | Grote-Membruggen Klein-Membruggen | Umgliederung    | Membruggen                                                                   |
| 19.03.1971 | Grote-Spouwen Kleine-Spouwen Rijkhoven | Zusammenschluss | Spouwen                                                                      |
| 16.04.1971 | Elen Lanklaar Rotem Stokkem | Eingliederung   | Dilsen                                                                       |
| 19.06.1971 | Romershoven Werm | Eingliederung   | Hoeselt                                                                      |
| 24.06.1971 | Batsheers Gutschoven Mettekoven Opheers Veulen | Eingliederung   | Heers                                                                        |
| 02.08.1971 | Genoelselderen Membruggen ’s Herenelderen | Zusammenschluss | Elderen                                                                      |
| 02.08.1971 | Berg Ketsingen | Umgliederung    | Elderen                                                                      |
| 18.09.1971 | Kessenich Molenbeersel Ophoven | Eingliederung   | Kinrooi                                                                      |
| 14.06.1972 | Berg Henis Koninksem Neerrepen Riksingen | Eingliederung   | Tongern                                                                      |
| 01.01.1977 | Beverlo Koersel Paal | Eingliederung   | Beringen                                                                     |
| 01.01.1977 | Beverst Eigenbilzen Hoelbeek Martenslinde Mopertingen Munsterbilzen Spouwen Waltwilder | Eingliederung   | Bilzen                                                                       |
| 01.01.1977 | Kaulille | Eingliederung   | Bocholt                                                                      |
| 01.01.1977 | Opitter | Eingliederung   | Bree                                                                         |
| 01.01.1977 | Jeuk Montenaken | Eingliederung   | Gingelom                                                                     |
| 01.01.1977 | Zelem | Eingliederung   | Halen                                                                        |
| 01.01.1977 | Kwaadmechelen Oostham | Zusammenschluss | Ham                                                                          |
| 01.01.1977 | Achel Hamont | Zusammenschluss | Hamont-Achel                                                                 |
| 01.01.1977 | Kermt Kuringen Sint-Lambrechts-Herk Stevoort Wimmertingen | Eingliederung   | Hasselt                                                                      |
| 01.01.1977 | Eksel Hechtel | Zusammenschluss | Hechtel-Eksel                                                                |
| 01.01.1977 | Bovelingen Heks | Eingliederung   | Heers                                                                        |
| 01.01.1977 | Schulen | Eingliederung   | Herk-de-Stad                                                                 |
| 01.01.1977 | Heusden Zolder | Zusammenschluss | Heusden-Zolder                                                               |
| 01.01.1977 | Schalkhoven Sint-Huibrechts-Hern | Eingliederung   | Hoeselt                                                                      |
| 01.01.1977 | Helchteren Houthalen | Zusammenschluss | Houthalen-Helchteren                                                         |
| 01.01.1977 | Heppen | Eingliederung   | Leopoldsburg                                                                 |
| 01.01.1977 | Linkhout Meldert | Eingliederung   | Lummen                                                                       |
| 01.01.1977 | Neeroeteren Opoeteren | Eingliederung   | Maaseik                                                                      |
| 01.01.1977 | Boorsem Leut Uikhoven | Eingliederung   | Maasmechelen                                                                 |
| 01.01.1977 | Gruitrode Meeuwen | Zusammenschluss | Meeuwen-Gruitrode                                                            |
| 01.01.1977 | Sint-Huibrechts-Lille | Eingliederung   | Neerpelt                                                                     |
| 01.01.1977 | Grote-Brogel Wijchmaal | Eingliederung   | Peer                                                                         |
| 01.01.1977 | Herderen Kanne Millen Val-Meer Vlijtingen Vroenhoven Zichen-Zussen-Bolder | Eingliederung   | Riemst                                                                       |
| 01.01.1977 | Elderen, Genoelselderen, Klein-Membruggen und Membruggen | Umgliederung    | Riemst                                                                       |
| 01.01.1977 | Elderen, Ketsingen und ’s Herenelderen | Umgliederung    | Tongern                                                                      |
| 01.01.1977 | Moelingen Remersdaal ’s-Gravenvoeren Sint-Martens-Voeren Sint-Pieters-Voeren Teuven | Eingliederung   | Voeren                                                                       |
| 01.01.1977 | Berlingen Herten Ulbeek | Eingliederung   | Wellen                                                                       |
| 07.03.1977 | Broekom Gors-Opleeuw Gotem Groot-Loon Hendrieken Hoepertingen Kerniel Kuttekoven Rijkel Voort | Eingliederung   | Borgloon                                                                     |
| 07.03.1977 | Haren Kolmont Lauw Mal Nerem Rutten Sluizen Vreren | Eingliederung   | Tongern                                                                      |
| 21.04.1977 | Guigoven Vliermaal Vliermaalroot Wintershoven | Eingliederung   | Kortessem                                                                    |
| 17.05.1977 | Gellik Neerharen Rekem Veldwezelt | Eingliederung   | Lanaken                                                                      |
| 26.06.1977 | Borlo | Eingliederung   | Gingelom                                                                     |
| 26.06.1977 | Gelmen Klein-Gelmen | Umgliederung    | Heers                                                                        |
| 26.06.1977 | Kozen | Eingliederung   | Nieuwerkerken                                                                |
| 26.06.1977 | Brustem Duras Gelmen Velm Zepperen | Eingliederung   | Sint-Truiden                                                                 |
| 24.10.1987 | Dilsen | Namensänderung  | Dilsen-Stokkem                                                               |
| 01.01.2019 | Meeuwen-Gruitrode Opglabbeek | Zusammenschluss | Oudsbergen                                                                   |
| 01.01.2019 | Neerpelt Overpelt | Zusammenschluss | Pelt                                                                         |
| 01.01.2025 | Bilzen Hoeselt | Zusammenschluss | Bilzen-Hoeselt                                                               |
| 01.01.2025 | Borgloon Tongern | Zusammenschluss | Tongeren-Borgloon                                                            |
| 01.01.2025 | Ham Tessenderlo | Zusammenschluss | Tessenderlo-Ham                                                              |
| 01.01.2025 | Kortessem | Eingliederung   | Hasselt                                                                      |